# Hearts of Age
Hearts of Age est un film muet de 8 minutes (8 min 11 s), noir et blanc, sonorisé, réalisé par Orson Welles en 1934. 
Le premier film connu d’Orson Welles, réalisé en partenariat avec William Vance ; avec comme actrice sa future femme Virginia Nicholson. Il a été tourné à la Todd School après son retour d’Irlande.
Le film raconte de manière obscure un conte d’halloween, sorte de danse macabre avec une utilisation marquée de maquillage et de masques autour de la mort, du démon, de la sorcière… et de la cloche de l’école.